# Mileewa ponta
Mileewa ponta är en insektsart som beskrevs av Yang och Li 1999. Mileewa ponta ingår i släktet Mileewa och familjen dvärgstritar. Inga underarter finns listade i Catalogue of Life.